# Centro de Interpretação das Linhas de Torres
O Centro de Interpretação das Linhas de Torres teve a sua inauguração em 2012, em Bucelas, concelho de Loures, em Portugal, no Museu do Vinho e da Vinha, ocupando umas das salas do piso térreo.
Este local, encontra-se intimamente ligado á história das guerras peninsulares e faz parte de uma rede de centros, integrando diversos circuitos organizados no âmbito da rota histórica das linhas de torres.
O centro de interpretação das linhas de torres integra rede de museus de Loures que, do ponto de vista da orgânica municipal, está inserido no departamento de cultura, desporto e juventude/divisão de cultura.
A rede é dirigida pela unidade de património e museologia.

## História

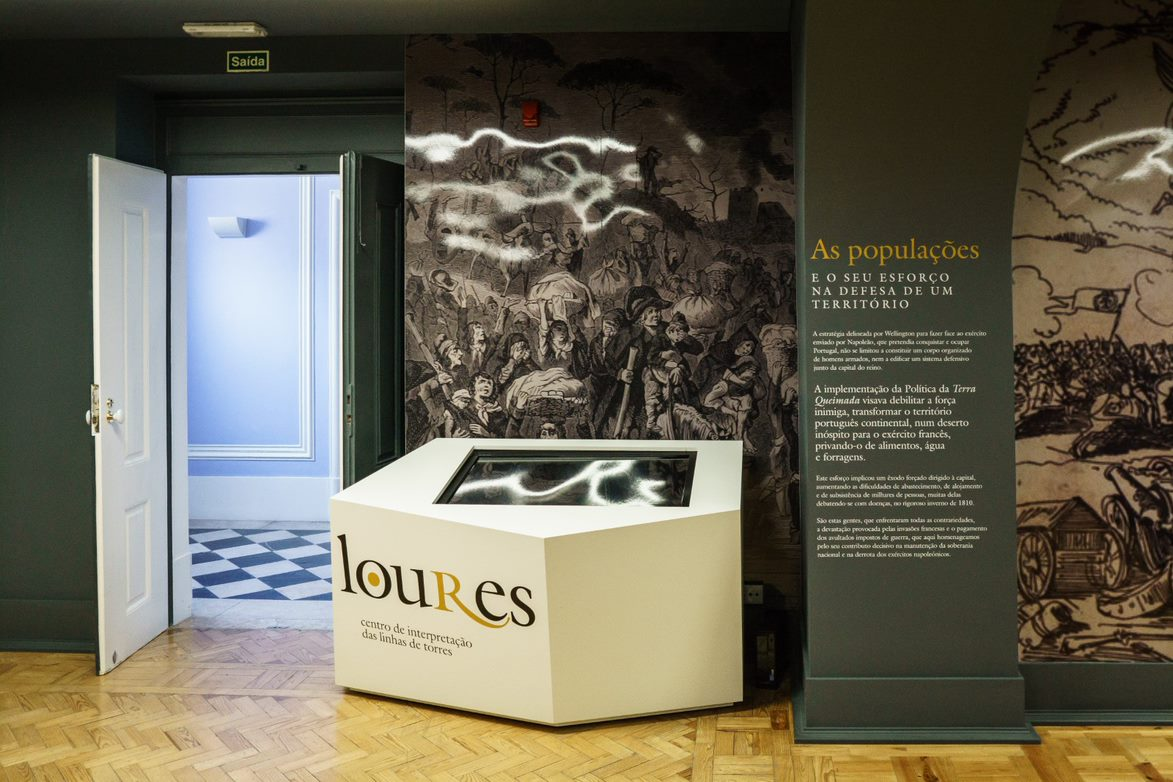
Centro de Interpretação das Linhas de Torres - Bucelas

O Centro de Interpretação das Linhas de Torres, ocupa uma das salas do piso térreo do Museu do Vinho e da Vinha (Bucelas), sendo a sua inauguração em 2012, na zona de Bucelas. 
Encontra-se ligado á história das guerras peninsulares, contextualizando historicamente o período das invasões francesas e o sistema defensivo das linhas de torres, com especial destaque para as fortificações localizadas no território do concelho de Loures. A partir deste centro de interpretação, acede-se aos circuitos de visita das estruturas militares, nomeadamente o circuito de Ribas e o circuito Alrota/Arpim.
Este espaço faz parte de uma rede de centros que apoiam a visita a um conjunto de estruturas militares, integrando diversos circuitos, organizados no âmbito da rota histórica das linhas de torres, sendo um projeto intermunicipal que inclui diversas zonas, sendo elas a Arruda dos Vinhos, Loures, Mafra, Sobral de Monte Agraço, Torres Vedras e Vila Franca de Xira.
Atualmente, apresenta patente ao público a exposição “Linhas de Torres – Contributo da população civil no esforço de guerra”, á qual aborda o período das invasões francesas e o esforço da população na edificação das fortificações que protegeram a capital do reino dos exércitos napoleónicos, em 1810.

## Ligações Externas
- Página de Facebook dos Museus de Loures
- Rota Histórica das Linhas de Torres